# 伊勢市コミュニティバス

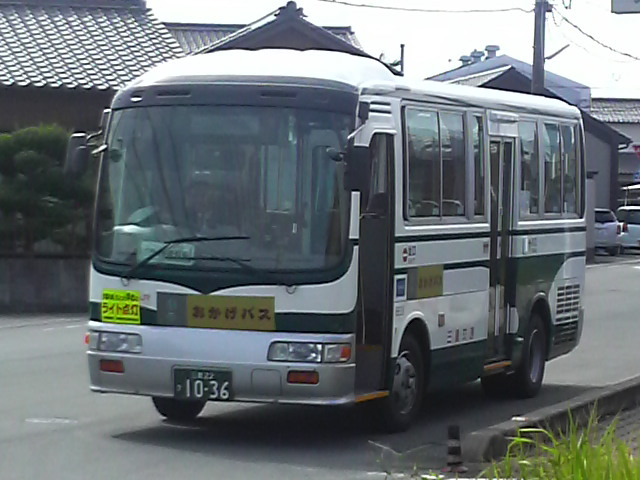
おかげバス（マイクロバス前中扉タイプ）

伊勢市コミュニティバス（いせしコミュニティバス）は、三重県伊勢市のコミュニティバスである。「おかげバス」の愛称が付いている。

## 概要
- 2007年3月31日までは自動車を持たない高齢者等への行政サービスとして、「旧伊勢市在住高齢者（75歳以上）へのバス無料乗車券（寿バス券）の配布」と「旧小俣町での小俣町福祉バスの運行」が実施されていたが、旧二見町や旧御薗村等、サービスの無い地域が存在していた。
- サービスの地域格差を是正する目的で2007年4月1日試行運行開始。
- 運行は三重交通に委託している。
- 路線については、伊勢市役所を拠点とする中央エリア（御薗ルート、辻久留・藤里ルート）、小俣図書館を拠点とする西部エリア（明野ルート、東大淀・日赤ルート）、いせトピア（伊勢市生涯学習センター）を拠点とする東部エリア（鹿海・朝熊ルート、二見ルート）の3つのエリアに大別される。明野ルートについては小俣町福祉バスの路線が原型となっている。
- 以前は三重交通が自社路線として運行していた区間の廃止後、伊勢市コミュニティバスが引き継いだ区間もある。
- 運賃：大人200円、小児・幼児・65歳以上:100円（幼児は同伴者ありで1人無料。）
- 環状線と他路線との乗り継ぎは、100円割引される。おかげバス他路線の他、他の路線バス・鉄道との乗り継ぎも対象。
- 一日乗車券：大人400円、小児・幼児・65歳以上:200円
- 回数券・定期券あり
- 障害者はいずれも半額となる。

## 沿革

おかげバス（伊勢市制10周年記念特別ラッピングバス）

- 2000年（平成12年）5月1日 - 小俣町にて小俣町福祉バスが運行開始。
- 2005年（平成17年）11月1日 - 伊勢市・小俣町・二見町・御薗村が合併し、新伊勢市が発足。小俣町福祉バス運行継続。
- 2007年（平成19年）4月1日 - 伊勢市コミュニティバス試行運行開始。小俣町福祉バス廃止。寿バス制度を改定（対象者を旧伊勢市在住高齢者から全市在住高齢者に変更したうえで、無料乗車券制から回数券制に変更）。
- 2008年（平成20年）4月1日 - 二見ルート、小木・田尻ルートの経路を一部変更。
- 2009年（平成21年）4月1日 - 三重交通バス伊勢大淀線廃止の代替路線として東大淀・日赤ルートを新設。これに伴い明野ルートおよび小俣元町ルートの経路を大幅変更。湯田・新村ルートと二見ルートも一部の経路を変更。
- 2010年（平成22年）4月1日 - 一部路線のダイヤを変更し、全路線を「年中無休」から「正月三が日のみ運休」に変更。
- 2011年（平成23年）8月1日 - 粟野ルート、湯田・新村ルート、小俣元町ルート、小木・田尻ルートが廃止[1]。
- 2012年（平成24年）1月4日 - 伊勢赤十字病院の開院により、御薗ルートと東大淀・日赤ルートの一部ルートを変更[2]。乗り継ぎ券の廃止と同時に一日乗車券を発売開始する[2]。
- 2015年（平成27年）10月29日 - 市制10周年記念に伊勢市内の中学生がデザインしたラッピングバスが運行を開始[3]。前日に皇學館中学校と三重交通伊勢営業所でお披露目式が挙行された[3]。
- 2016年（平成28年）10月1日 - 東大淀・日赤ルートを山大淀（多気郡明和町）まで延長[4]。
- 2017年（平成29年） - 三重交通が起点の停留所を経由せずに伊勢市コミュニティバスを運行したとして、中部運輸局からバス1台を10日間の運行停止とする行政処分を受けた[5]。
- 2019年（平成31年/令和元年）
  - 1月4日 - 社会実験として、市内循環バスの運行を開始（同年8月31日まで）。伊勢市駅前 - 伊勢病院前 - 三重交通伊勢営業所 - 伊勢赤十字病院 - 伊勢市駅前のルートで、左回り(内回り)、右回り(外回り)ともに7本の設定。
  - 9月1日 - 第2期市内環状バス社会実験運行を行う。ルートを伊勢市駅前 - 古市 - 伊勢病院前 - 河口外科前 - 伊勢赤十字病院 - 尼辻 - 伊勢市駅前に変更し、1往復増発した（9便としているが、実質8便）[6]。
- 2020年（令和2年）4月1日 - 市内環状バスが、社会実験から定期の路線となる。通称おかげバス「環状線」。
- 2021年（令和3年）9月1日 - 三重交通の交通系ICカード「エミカ(emica）」と全国交通系ICカードが利用できるようになる[7]。

## 現行路線

### 御薗ルート
■伊勢市役所 - 厚生小学校前 - 伊勢赤十字病院 - 御薗総合支所前 - 御薗小林（） - ララパーク - 御薗総合支所前 - 高向 - 伊勢赤十字病院 - 宇治山田高校前 - 外宮前 - 伊勢市役所
- 伊勢市役所から厚生小学校前へ向かうA回り3便と伊勢市役所から外宮前へ向かうB回り2便の運行がある[8]。

### 辻久留・藤里ルート
■宇治山田駅前 - 伊勢市役所 - 藤里団地南 - 辻久留団地中 - 三郷山 - 藤里団地南 - 伊勢市役所 - 宇治山田高校前 - 伊勢市駅前 - 宇治山田駅前
- 宇治山田駅前から伊勢市役所へ向かうA回り2便と宇治山田駅前から伊勢市駅前へ向かうB回り5便（うち午前の2便は三郷山始発で伊勢市駅まで延長）の運行がある[9]。

### 明野ルート
■小俣図書館 → JR宮川駅前 → 小俣総合支所前 → ベリー小俣店 → 近鉄明野駅前 → 航空学校 → 柏団地 → 航空学校 → 近鉄明野駅前 → ベリー小俣店 → 小俣総合支所前 → JR宮川駅前 → 小俣図書館
- 1日5便の運行（最終は柏団地止め）がある[10]。

### 鹿海・朝熊ルート
■いせトピア - 山商口 - 東鹿海 - 朝熊町 - 四郷小学校前 - 五十鈴川駅前 - 伊勢病院前 - いせトピア
- いせトピアから山商口へ向かうA回り2便といせトピアから伊勢病院前へ向かうB回り5便の運行がある[11]。

### 二見ルート
■松下広場 - 二見総合支所前 - JR二見浦駅前 - 御塩殿神社前 - 通り口 - いせトピア - 伊勢病院前 - 五十鈴川駅前
- 松下広場発4便と五十鈴川駅前発4便の運行がある[12]。

### 東大淀・日赤ルート
■山大淀 - 大堀川橋 - 北浜支所前 - 植山町 - 航空学校 - 近鉄明野駅前 - ベリー小俣店 - 小俣図書館 - 小俣総合支所前 - 下小俣公民館 - 宮町駅東口 - 伊勢赤十字病院
- 山大淀発3便と伊勢赤十字病院発3便の運行がある[13]。
- 1便のみ山大淀で明和町町民バスと連絡し、イオンモール明和と往復することができる[4]。

### 環状線
伊勢市駅前 - 古市 - 伊勢病院前 - 河口外科前 - ララパーク - 伊勢赤十字病院 - 伊勢ひかり病院 - 尼辻 - 今社南 - 伊勢市駅前（左回りの順路）
- 社会実験としての試験運行を経て、2020年4月1日より正式に路線となった。右回り、左回り共に9便（実質8便）が設定され、三重交通およびおかげバスの既存の路線を補完するルートとなっている[14]。

## おかげバスデマンド

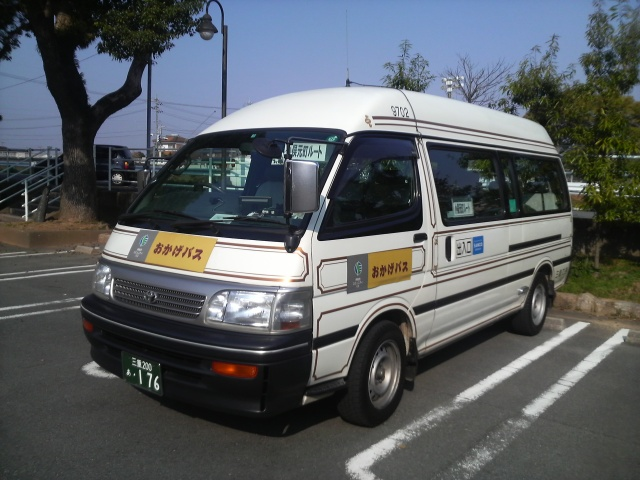
コミューター型車両（2011年7月まで使用）

下記のルートは、2011年7月までバス車両による定期運行をしていたが、同年8月よりタクシー車両による予約制のデマンド運行に転換された。

### 粟野ルート
■小俣図書館 - 小俣総合支所前- JR宮川駅前 - ピアゴ上地店 - 粟野南 - 上地西 - 松倉農村公園 - 離宮院 - JR宮川駅前 - 小俣総合支所前 - 小俣図書館
- 小俣図書館からピアゴ上地店（現：MEGAドン・キホーテ伊勢上地店）へ向かうA回り（左回り）5便と小俣図書館から離宮院へ向かうB回り（右回り）2便の設定がある[15]。

### 湯田・新村・元町ルート
■小俣図書館 - 小俣総合支所前 - ベリー小俣店 - 総合体育館 - 県営大仏山公園口 - 西新村公民館 - 湯田 - ピアゴ上地店 - JR宮川駅前 - 近鉄小俣駅口 - ベリー小俣店 - 小俣総合支所前 - 小俣図書館
- 小俣図書館から総合体育館へ向かうA回り（左回り）2便と小俣図書館から近鉄小俣駅口へ向かうB回り（右回り）3便の設定がある[16]。

### 小木・田尻ルート
■伊勢赤十字病院 - ぎゅーとらハイジー店 - ララパーク - 小木 - 田尻町 - 通り口 - いせトピア - 伊勢病院前 - 五十鈴川駅前
- 伊勢赤十字病院発3便と五十鈴川駅前発3便の設定がある[17]。

## 車両
通常はマイクロバス（車体のカラーリングは三重交通の路線バスと同じ。）を使用。全ての車両に「おかげバス」のロゴマークがプリントされている。2015年10月29日より伊勢市内の中学生がデザインしたラッピングバスによる運行も行われている。
2011年7月までは、乗降客の少ないルートで乗客10人乗りのコミューター型車両（トヨタ・ハイエース、ベージュ基調の車体カラーリング）が使用されていた。
2023年4月24日からは中国・BYD社製の小型電気バスJ6が2台導入されており、ポケットモンスターのキャラクターがラッピングされたデザインになっている。